# Katja Kabanova

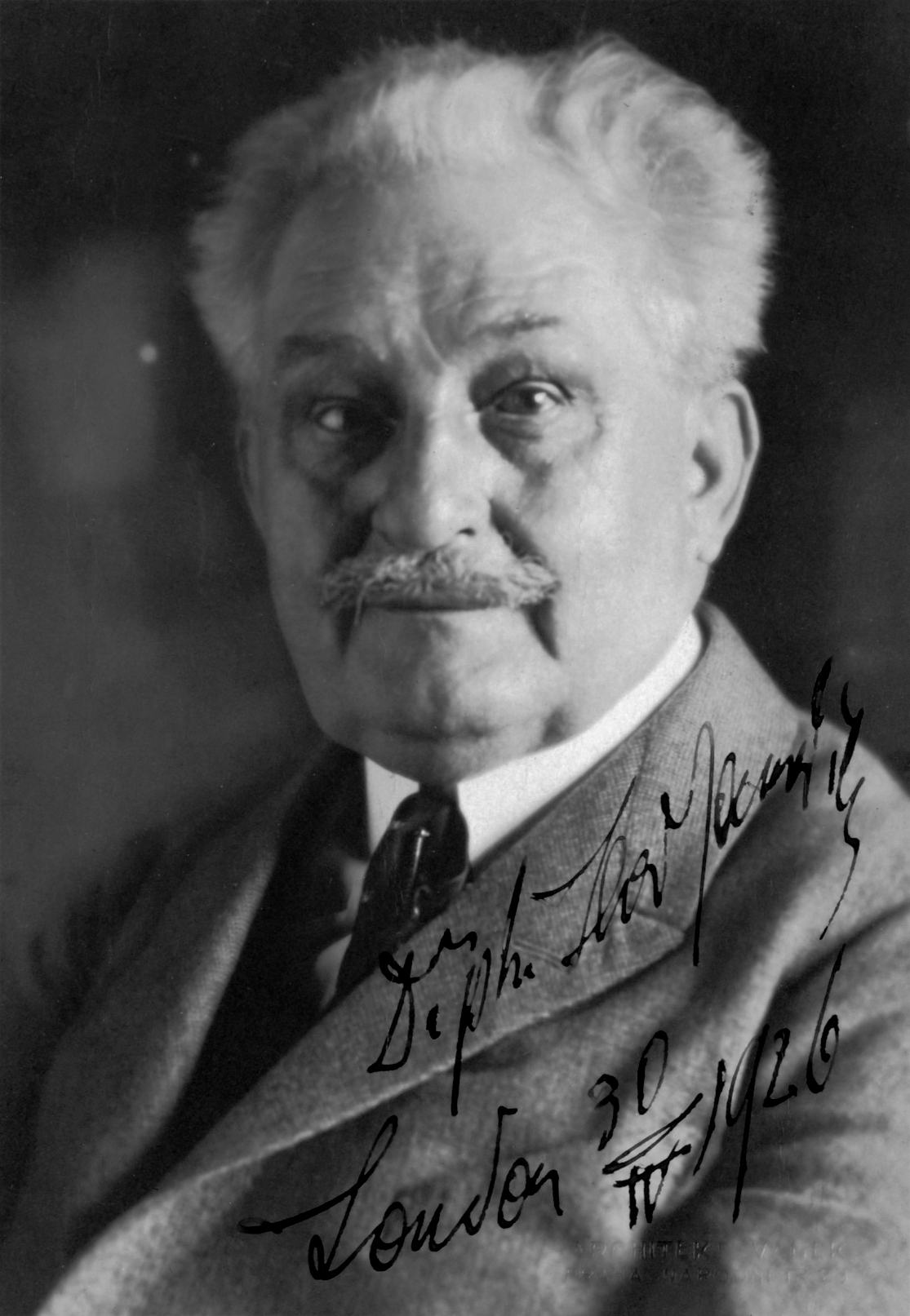
Leoš Janáček

Katja Kabanova (tjeckiska: Káťa Kabanová) är en opera i tre akter med musik av Leoš Janáček. Libretto av Vincenc Cervinka baserat på Aleksandr Ostrovskijs Oväder (1859).

## Historia
Janáček hyste hela livet en förkärlek för rysk kultur, vilket också kom till uttryck i hans val av underlag för sina operor. Hans böjelse för den ryska litteraturen avgjorde redan i ungdomen hans konstnärliga smak. Han påverkades av verk av Tolstoj, Gogol, Dostojevskij, Turgenjev och Tjechov, vilket visar sig i hans operor med "ryska " teman, och de inspirerade även till talrika instrumentalverk. Janáček betraktade sig som ett slags panslavisk nationalist, möjligen som motpol till den orientering mot Tyskland som präglade borgerligheten i Brno. Han talade utmärkt ryska, gav sina barn ryska namn, företog flera resor till tsarriken och grundade i Brno även en "rysk cirkel" som var verksam fram till slutet av första världskriget.
Ostrovskijs pjäs hade han lärt känna redan 1902. 1918 föreslog chefen för teatern i Brno tre olika pjäser för Janáček som tänkbara ämnen för en opera, och han gick så långt att han satte upp Ostrovskijs Oväder 1919 för att övertyga Janáček om dess kvaliteter. Att handlingen hade paralleller till Janáčeks eget liv bidrog också till hans val. Just då var han nämligen förälskad i Kamila Stösslová som var gift med en köpman och som han använder som modell för Káťa. Därför koncentrerade han också operan på den kvinnliga huvudpersonen på bekostnad av pjäsens samhällskritiska inslag. Fram till andra världskriget uppfördes operan nästan enbart i Tjeckoslovakien men har sedan fått en fast plats på den internationella repertoaren som ett av Janáčeks främsta verk.
Operan hade urpremiär den 23 november 1921 i Brno. Den svenska premiären ägde rum på Kungliga Operan i Stockholm den 23 oktober 1976. Den sattes upp på Göteborgsoperan med premiär den 4 april 2009.

## Om operan
De expressiva naturskildringarna får här, till skillnad från de tidigare operornas illustrerade naturmusik, en avgjort psykologisk roll. Huvudpersonernas känslor förmedlas av naturen och framför allt av floden Volga. Den är närvarande ända från första aktens början fram till självmordet, till och med i kärleksscenen. Vid ovädersscenens höjdpunkt förstärker de rasande naturelementen Katjas skräck, som stegras till vansinne.
Bakom bilden av Katja kan man känna igen Kamila Stösslová. Det är ingen tillfällighet att Janáček särskilt framhävde kärleksmotivet, vilket gör att de viktiga psykologiska och samhällskritiska elementen i Ostrovskijs pjäs förbleknar. Operans centralgestalt Katja kämpar med såväl sin grundläggande kärlek som med sina samvetsbetänkligheter.

## Personer

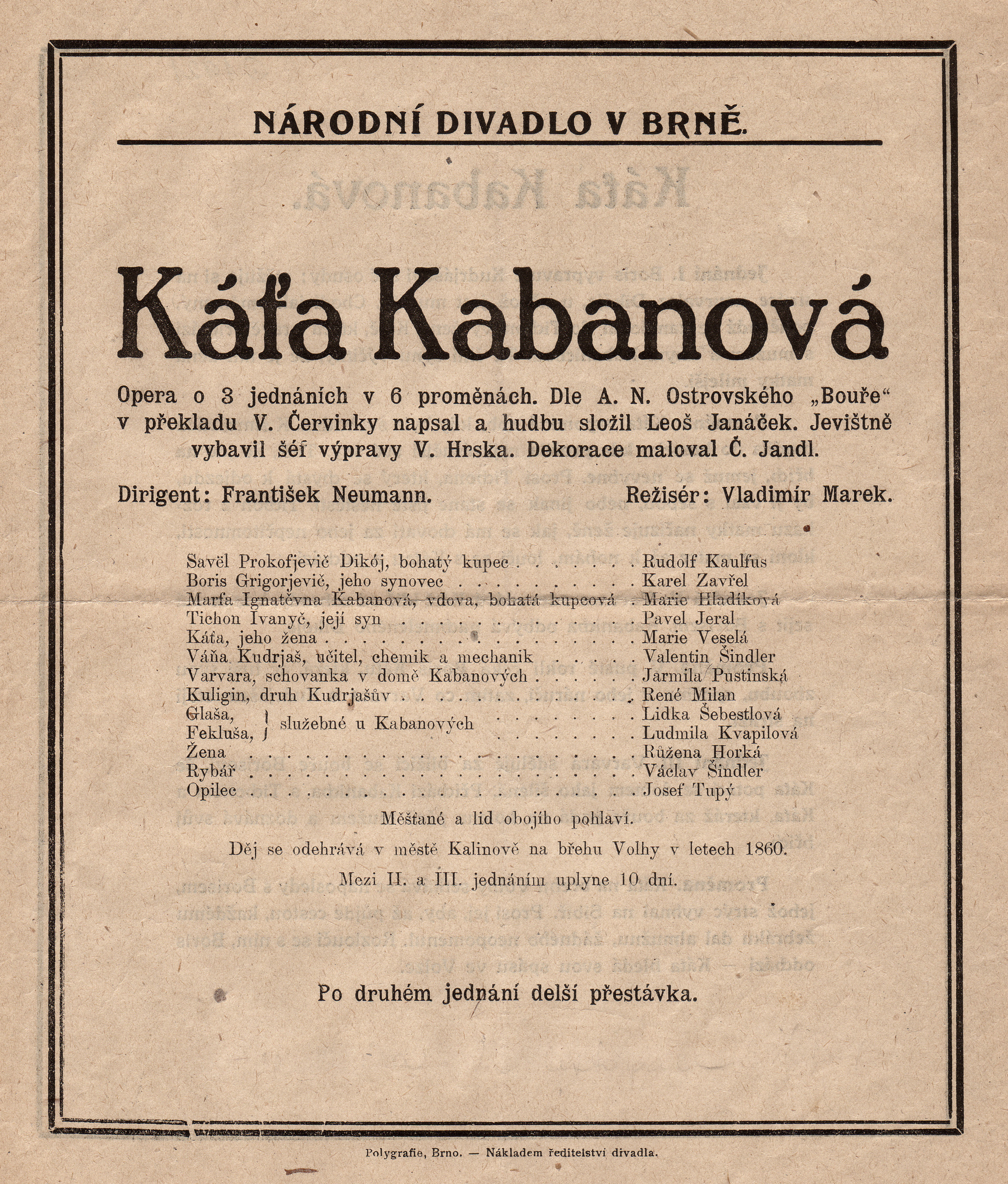
Affisch till premiären 1921.

- Savël Prokofjevic Dikoj, spritfabrikör (bas)
- Boris Grigorjevič, hans brorson (tenor)
- Marfa Ignatěvna Kabanová (Kabanita), en rik köpmansänka (alt)
- Tichon Ivanyč Kabanov, hennes son (tenor)
- Katja (Katerina) Kabanova, hans hustru (sopran)
- Varvara, Tichons fosterdotter (mezzosopran)
- Váňa Kudrjaš, lärare (tenor)
- Kuligin, Kudrjaschs vän (baryton)
- Glascha, piga hos Kabanovs (mezzosopran)
- Fekluša, piga hos Kabanovs (mezzosopran)
- En förbipasserande (tenor)
- En kvinna ur folket (alt)

## Handling
Operan utspelas i byn Kalinov vid Volga i Ryssland på 1860-talet.
Akt I
Scen 1. Vid Volgas strand. Boris Grigorjevič är hopplöst förälskad i den gifta Káťa Kabanová. Men han är ekonomiskt beroende av sin farbror Dikoj. Káťa Kabanová känner sig olycklig i sin svärmors hus, eftersom hon gör livet svårt för henne. Den äkta maken böjer sig för moderns vilja. Kabanita befaller att hennes son skall resa till marknaden i Kasan och stanna borta i två veckor.
Scen 2. Ett rum i Kabanovs hus. Káťa bekänner för Varvara att hon älskar Boris, så mycket att hon håller på att kvävas. Varvara lovar att hjälpa henne. Tichon är redan resklar, men Káťa försöker förtvivlat få honom att avstå från att resa. Hon vet att hon inte kommer att kunna motstå frestelsen om hon lämnas ensam. Men förgäves. Tichon reser sin väg.
Akt II
Scen 1. Arbetsrummet i Kabanovas hus. Varvara ordnar i hemlighet ett nattligt rendezvous mellan Káťa och Kudrjaš och ger Káťa nyckeln till trädgårdsporten med upplysningen att Boris väntar på henne där.
Scen 2. Klipplunden vid Volgas strand. De båda älskande tillbringar några lyckliga timmar tillsammans.
Akt III
Scen 1. En ruin vid Volgas strand. Vid ett oväder söker Kudrjaš, Dikoj, Kabanita och Káťa skydd i en ruin vid Volgas strand. Káťa plågas av samvetskval. De hotfulla naturkrafterna ökar hennes skräck. När hon får se den hemvändande Tichon, knäböjer hon inför honom och tillstår att hon har tillbringat de gångna tio nätterna tillsammans med Boris. Sedan springer hon ut i stormen.
Scen 2. En övergiven plats vid Volgas strand. Kabanita vill ge Káťa ett strängt straff. Varvara och Kudrjaš bestämmer sig för att fly till Moskva. Káťa har nästan tappat förståndet av skräck och förtvivlan. Boris sänds av sin farbror till Sibirien. De älskande tar avsked av varandra, sedan går Káťa i sjön. När Tichon står vid Káťas lik vågar han för första gången sätta sig upp mot modern och anklagar henne för mord.